# Innova
| Recensione                                          | Giudizio |
| --------------------------------------------------- | -------- |
| Jesus Freak Hideout                                 |          |
| Jesus Freak Hideout – Second Staff Opinion          |          |
| Jesus Freak Hideout – JFH' Staff Additional 2 Cents |          |
| Christian Music Review                              | 4.0/5    |
| Jesus Wired                                         |          |

Innova è il sesto album in studio del gruppo christian rock statunitense Fireflight; pubblicato il 5 maggio 2015 con l'etichetta Keep It Loud. Il gruppo ha potuto produrre l'album dopo una raccolta fondi promossa sul sito web pledgemusic.com.

## Tracce
1. Keep Fighting – 4:08
2. Lightning – 3:52
3. I've Got the Power – 3:28
4. Here and Now – 4:02
5. Safety (feat. Stephen Christian) – 3:21
6. Resuscitate – 3:17
7. The Fallout – 3:21
8. Easy to Break – 3:10
9. We Are Alive – 3:15
10. Out of My Head – 3:45
11. This Is Our Time – 4:00
12. Light Inside – 4:19

## Formazione
- Dawn Michele – voce
- Glenn Drennen – chitarra
- Wendy Drennen – basso
- Adam McMillion – batteria